# Hanna Fogelström
Hanna Fogelström (ur. 8 listopada 1990 w Partille), szwedzka piłkarka ręczna, reprezentantka kraju, prawoskrzydłowa. Obecnie występuje w szwedzkim IK Sävehof.